# Stenhammarsalen
Stenhammarsalen är en scen på Konserthuset i Göteborg, uppkallad efter tonsättaren med mera Wilhelm Stenhammar (1871-1927).
I den vackra salen ges klassiska kammarkonserter och konserter med pop/rockartister såsom Anna Ternheim, Freddie Wadling och Sigur Ros.
Galenskaparna och After Shave började sin gemensamma karriär på denna scen år 1982 med föreställningen Skruven är lös. Grupperna hade inga pengar, men Anders Eriksson lånade ut 10 000 av sina egna pengar för att hyra lokalen. Från början skulle de spela fyra föreställningar, men efterfrågan var så stor att de spelade hela 35 föreställningar.
Flera av stadens spex, bland andra Chalmersspexet Bob, Filosofspexet, Medicinarspexet och Handelsspexet har spelat på Stenhammarsalens scen.